# Kerstin Müller (wioślarka)
Kerstin Müller (ur. 7 czerwca 1969 w Halle) – niemiecka wioślarka, złota medalistka olimpijska z Barcelony.
Urodziła się w NRD i do zjednoczenia Niemiec startowała w barwach tego kraju. Zawody w 1992 były jej jedynymi igrzyskami olimpijskimi. Wspólnie z koleżankami triumfowała w czwórce podwójnej. Partnerowały jej Sybille Schmidt, Birgit Peter i Kristina Mundt. W tej samej konkurencji była wicemistrzynią świata w 1993.